# Metacrambus
Metacrambus és un gènere d'arnes de la família Crambidae.

## Taxonomia
- Metacrambus carectellus (Zeller, 1847)
- Metacrambus deprinsi Ganev, 1990
- Metacrambus jugaraicae Bleszynski, 1965
- Metacrambus kurdistanellus (Amsel, 1959)
- Metacrambus marabut Bleszynski, 1965
- Metacrambus pallidellus (Duponchel, 1836)
- Metacrambus salahinellus (Chrétien, 1917)